# Classic Bruges-La Panne 2022
La 46e édition de la Classic Bruges-La Panne (officiellement nommée Minerva Classic Brugge-De Panne et précédemment appelée les Trois Jours de La Panne) a lieu le 23 mars 2022. Elle fait partie du calendrier UCI World Tour 2022 et se déroule entre Bruges et La Panne.

## Présentation

### Parcours
Le parcours est tracé sous la forme d'un trajet simple entre Bruges et Furnes puis d'un circuit plat de 46 kilomètres entre Furnes et La Panne. La boucle finale est à effectuer à trois reprises, pour un total de 203,9 kilomètres. L’arrivée est jugée sur la Veurnestraat à La Panne au bout d'une dernière ligne droite de 700 m.

### Équipes
Classée en catégorie UCI World Tour 2022, la course est par conséquent ouverte à toutes les équipes WorldTeams et à des ProTeams sur invitation.
| WorldTeams (16)- Astana Qazaqstan Team - Bahrain Victorious - Bora-Hansgrohe - Cofidis - EF Education-EasyPost - Groupama-FDJ - Intermarché-Wanty-Gobert Matériaux - Israel-Premier Tech - Jumbo-Visma - Lotto-Soudal - Movistar Team - Quick-Step Alpha Vinyl - BikeExchange-Jayco - Team DSM - Trek-Segafredo - UAE Team Emirates ProTeams (8)- Alpecin-Fenix - Arkéa-Samsic - B&B Hotels-KTM - Bardiani-CSF-Faizanè - Bingoal Pauwels Sauces WB - Sport Vlaanderen-Baloise - TotalEnergies - Uno-X Pro Cycling Team |
| |

## Favoris
En général, cette course convient et réussit aux sprinteurs. Le principal favori est le Britannique Mark Cavendish (Quick-Step Alpha Vinyl). D'autres sprinteurs sont cités comme le jeune Belge Arnaud De Lie sur qui reposent les espoirs de l'équipe Lotto-Soudal en l'absence de Caleb Ewan, malade, son compatriote Tim Merlier (Alpecin Fenix), lauréat à la Nokere Koerse, l’Allemand Pascal Ackermann (UAE Emirates), récent vainqueur de la Bredene Koksijde Classic, l’Allemand Max Walscheid (Cofidis) qui vient de remporter le Grand Prix de Denain, le Français Arnaud Démare (Groupama FDJ), le Danois Mads Pedersen (Trek-Segafredo), troisième de Milan San Remo sans oublier le vainqueur de la dernière édition Sam Bennett (Bora-Hansgrohe). Les outsiders sont les Néerlandais Dylan Groenewegen (BikeExchange-Jayco), Cees Bol (Team DSM) et Olav Kooij (Jumbo-Visma), le Français Nacer Bouhanni (Arkéa-Samsic), les Italiens Sacha Modolo (Bardiani CSF Faizanè) et Niccolò Bonifazio (TotalEnergies), l’Éryhréen Biniam Girmay (Intermarché-Wanty-Gobert) ainsi que le Belge Timothy Dupont (Bingoal Pauwels Sauces WB) .

## Déroulement de la course
En début de course, trois coureurs s'extraient du peloton. Ces trois hommes sont les Belges Dimitri Peyskens (Bingoal Pauwels Sauces WB) et Jens Reynders (Sport Vlaanderen - Baloise) ainsi que l’Italien Enrico Battaglin (Bardiani-CSF-Faizanè). Le trio compte jusqu'à 7 minutes d'avance avant d'être repris par le peloton à une trentaine de kilomètres de l'arrivée. La victoire se joue au sprint. Aux 1 500 m, une chute de Pascal Ackermann (UAE Emirates) anéantit les chances de victoire du coureur allemand et ralentit fortement le Belge Arnaud De Lie (Lotto Soudal) qui le suivait. La victoire est attribuée au Belge Tim Merlier (Alpecin Fenix) devant le Néerlandais Dylan Groenewegen (Bike Exchange) après photo-finish.

## Classement
| \| Classement général \| Classement général \| Classement général \| Classement général \| Classement général \| \| Coureur \| Coureur \| Pays \| Équipe \| Temps \| \| ------------------ \| ------------------ \| ------------------ \| ------------------ \| ------------------ \| \| 1er \| Tim Merlier \| Belgique \| Alpecin-Fenix \| 4 h 45 min 41 s \| \| 2e \| Dylan Groenewegen \| Pays-Bas \| BikeExchange-Jayco \| + 0 s \| \| 3e \| Nacer Bouhanni \| France \| Arkéa-Samsic \| + 0 s \| \| 4e \| Max Walscheid \| Allemagne \| Cofidis \| + 0 s \| \| 5e \| Olav Kooij \| Pays-Bas \| Jumbo-Visma \| + 0 s \| \| 6e \| Arnaud Démare \| France \| Groupama-FDJ \| + 0 s \| \| 7e \| Simone Consonni \| Italie \| Cofidis \| + 0 s \| \| 8e \| Arnaud De Lie \| Belgique \| Lotto-Soudal \| + 0 s \| \| 9e \| Jasper Stuyven \| Belgique \| Trek-Segafredo \| + 0 s \| \| 10e \| Heinrich Haussler \| Australie \| Bahrain Victorious \| + 0 s \| |                   |           |                    |                 |
| |                   |           |                    |                 |
| Source : ProCyclingStats |                   |           |                    |                 |
| Classement général |                   |           |                    |                 |
| Coureur | Coureur           | Pays      | Équipe             | Temps           |
| 1er | Tim Merlier       | Belgique  | Alpecin-Fenix      | 4 h 45 min 41 s |
| 2e | Dylan Groenewegen | Pays-Bas  | BikeExchange-Jayco | + 0 s           |
| 3e | Nacer Bouhanni    | France    | Arkéa-Samsic       | + 0 s           |
| 4e | Max Walscheid     | Allemagne | Cofidis            | + 0 s           |
| 5e | Olav Kooij        | Pays-Bas  | Jumbo-Visma        | + 0 s           |
| 6e | Arnaud Démare     | France    | Groupama-FDJ       | + 0 s           |
| 7e | Simone Consonni   | Italie    | Cofidis            | + 0 s           |
| 8e | Arnaud De Lie     | Belgique  | Lotto-Soudal       | + 0 s           |
| 9e | Jasper Stuyven    | Belgique  | Trek-Segafredo     | + 0 s           |
| 10e | Heinrich Haussler | Australie | Bahrain Victorious | + 0 s           |

### Classements UCI
La course attribue des points au classement mondial UCI 2022 selon le barème suivant :
| Position           | 1er | 2e  | 3e  | 4e  | 5e  | 6e  | 7e | 8e | 9e | 10e | 11e | 12e | 13e | 14e | 15e à 20e | 21e à 30e | 31e à 50e | 51e à 55e | 56e à 60e |
| Classement général | 300 | 250 | 215 | 175 | 120 | 115 | 95 | 75 | 60 | 50  | 40  | 35  | 30  | 25  | 20        | 12        | 5         | 2         | 1         |

## Liste des participants
| Légende | Légende                                                                           | Légende | Légende                                                    |
| ------- | --------------------------------------------------------------------------------- | ------- | ---------------------------------------------------------- |
| Num     | Dossard de départ porté par le coureur sur cette Oxyclean Classic Brugge-De Panne | Pos     | Position à l'arrivée de la course                          |
|         | Indique un maillot de champion national ou mondial, suivi de sa spécialité        | NP      | Indique un coureur qui n'a pas pris le départ de la course |
| AB      | Indique un coureur qui n'a pas terminé la course                                  | HD      | Indique un coureur qui a terminé la course hors des délais |

| Bora-Hansgrohe BOH | Bora-Hansgrohe BOH        | Bora-Hansgrohe BOH |
| ------------------ | ------------------------- | ------------------ |
| Num                | Coureur                   | Pos                |
| 1                  | Sam Bennett (IRL)         | 17e                |
| 2                  | Nils Politt (GER)         | 147e               |
| 3                  | Jonas Koch (GER)          | 125e               |
| 4                  | Lukas Pöstlberger (AUT)   | 51e                |
| 5                  | Jordi Meeus (BEL)         | 148e               |
| 6                  | Ryan Mullen (IRL) (route) | 17e                |
| 7                  | Danny van Poppel (NED)    | 22e                |

| Quick-Step Alpha Vinyl QST | Quick-Step Alpha Vinyl QST | Quick-Step Alpha Vinyl QST |
| -------------------------- | -------------------------- | -------------------------- |
| Num                        | Coureur                    | Pos                        |
| 11                         | Mark Cavendish (GBR)       | 26e                        |
| 12                         | Mikkel Honoré (DEN)        | NP                         |
| 13                         | Iljo Keisse (BEL)          | 130e                       |
| 14                         | Michael Mørkøv (DEN)       | 12e                        |
| 15                         | Stijn Steels (BEL)         | 55e                        |
| 16                         | Jannik Steimle (GER)       | 38e                        |
| 17                         | Bert Van Lerberghe (BEL)   | 24e                        |

| Lotto-Soudal LTS | Lotto-Soudal LTS          | Lotto-Soudal LTS |
| ---------------- | ------------------------- | ---------------- |
| Num              | Coureur                   | Pos              |
| 21               | Arnaud De Lie (BEL)       | 8e               |
| 22               | Jasper De Buyst (BEL)     | 131e             |
| 23               | Florian Vermeersch (BEL)  | 88e              |
| 24               | Brent Van Moer (BEL)      | 82e              |
| 25               | Rüdiger Selig (GER)       | 70e              |
| 26               | Sébastien Grignard (BEL)  | 117e             |
| 27               | Michael Schwarzmann (GER) | 152e             |

| Intermarché-Wanty-Gobert Matériaux IWG | Intermarché-Wanty-Gobert Matériaux IWG | Intermarché-Wanty-Gobert Matériaux IWG |
| -------------------------------------- | -------------------------------------- | -------------------------------------- |
| Num                                    | Coureur                                | Pos                                    |
| 31                                     | Aimé De Gendt (BEL)                    | 112e                                   |
| 32                                     | Julius Johansen (DEN)                  | 81e                                    |
| 33                                     | Adrien Petit (FRA)                     | 123e                                   |
| 34                                     | Kévin Van Melsen (BEL)                 | 120e                                   |
| 35                                     | Gerben Thijssen (BEL)                  | 29e                                    |
| 36                                     | Biniam Girmay (ERI)                    | 21e                                    |
| 37                                     | Barnabás Peák (HUN)                    | 143e                                   |

| Astana Qazaqstan Team AST | Astana Qazaqstan Team AST | Astana Qazaqstan Team AST |
| ------------------------- | ------------------------- | ------------------------- |
| Num                       | Coureur                   | Pos                       |
| 41                        | Gianni Moscon (ITA)       | 134e                      |
| 42                        | Michele Gazzoli (ITA)     | 86e                       |
| 43                        | Fabio Felline (ITA)       | 76e                       |
| 44                        | Manuele Boaro (ITA)       | 84e                       |
| 45                        | Davide Martinelli (ITA)   | 43e                       |
| 46                        | Leonardo Basso (ITA)      | 113e                      |
| 47                        | Artyom Zakharov (KAZ)     | 65e                       |

| Bahrain Victorious TBV | Bahrain Victorious TBV  | Bahrain Victorious TBV |
| ---------------------- | ----------------------- | ---------------------- |
| Num                    | Coureur                 | Pos                    |
| 51                     | Heinrich Haussler (AUS) | 10e                    |
| 52                     | Yukiya Arashiro (JPN)   | 103e                   |
| 53                     | Filip Maciejuk (POL)    | 64e                    |
| 54                     | Jonathan Milan (ITA)    | 39e                    |
| 55                     | Kamil Gradek (POL)      | 133e                   |
| 56                     | Jasha Sütterlin (GER)   | AB                     |
| 57                     | Fred Wright (GBR)       | 102e                   |

| Cofidis COF | Cofidis COF             | Cofidis COF |
| ----------- | ----------------------- | ----------- |
| Num         | Coureur                 | Pos         |
| 61          | Simone Consonni (ITA)   | 7e          |
| 62          | Tom Bohli (SUI)         | 80e         |
| 63          | Jelle Wallays (BEL)     | AB          |
| 64          | Szymon Sajnok (POL)     | NP          |
| 65          | Wesley Kreder (NED)     | 67e         |
| 66          | Kenneth Vanbilsen (BEL) | 124e        |
| 67          | Max Walscheid (GER)     | 4e          |

| EF Education-EasyPost EFE | EF Education-EasyPost EFE | EF Education-EasyPost EFE |
| ------------------------- | ------------------------- | ------------------------- |
| Num                       | Coureur                   | Pos                       |
| 71                        | Sebastian Langeveld (NED) | 129e                      |
| 72                        | Ben Healy (IRL)           | 126e                      |
| 73                        | Owain Doull (GBR)         | 107e                      |
| 74                        | Łukasz Wiśniowski (POL)   | 140e                      |
| 75                        | Jonas Rutsch (GER)        | 61e                       |
| 76                        | Thomas Scully (NZL)       | 41e                       |
| 77                        | Marijn van den Berg (NED) | 32e                       |

| Groupama-FDJ GFC | Groupama-FDJ GFC       | Groupama-FDJ GFC |
| ---------------- | ---------------------- | ---------------- |
| Num              | Coureur                | Pos              |
| 81               | Arnaud Démare (FRA)    | 6e               |
| 82               | Jacopo Guarnieri (ITA) | 111e             |
| 84               | Clément Davy (FRA)     | 127e             |
| 85               | Miles Scotson (AUS)    | 48e              |
| 86               | Ramon Sinkeldam (NED)  | 45e              |
| 87               | Bram Welten (NED)      | 60e              |

| Israel-Premier Tech IPT | Israel-Premier Tech IPT | Israel-Premier Tech IPT |
| ----------------------- | ----------------------- | ----------------------- |
| Num                     | Coureur                 | Pos                     |
| 91                      | Rudy Barbier (FRA)      | 25e                     |
| 92                      | Jenthe Biermans (BEL)   | 36e                     |
| 93                      | Matthias Brändle (AUT)  | 150e                    |
| 94                      | Taj Jones (AUS)         | 94e                     |
| 95                      | Guy Sagiv (ISR)         | 72e                     |
| 96                      | Itamar Einhorn (ISR)    | 20e                     |
| 97                      | Rick Zabel (GER)        | 16e                     |

| Jumbo-Visma TJV | Jumbo-Visma TJV           | Jumbo-Visma TJV |
| --------------- | ------------------------- | --------------- |
| Num             | Coureur                   | Pos             |
| 101             | Pascal Eenkhoorn (NED)    | 108e            |
| 103             | Olav Kooij (NED)          | 5e              |
| 104             | Timo Roosen (NED) (route) | 53e             |
| 105             | Tosh Van der Sande (BEL)  | 49e             |
| 106             | Jos van Emden (NED)       | 139e            |
| 107             | Tim van Dijke (NED)       | AB              |

| Movistar Team MOV | Movistar Team MOV       | Movistar Team MOV |
| ----------------- | ----------------------- | ----------------- |
| Num               | Coureur                 | Pos               |
| 111               | Johan Jacobs (SUI)      | 75e               |
| 112               | Iñigo Elosegui (ESP)    | 42e               |
| 113               | Imanol Erviti (ESP)     | 63e               |
| 114               | Max Kanter (GER)        | 13e               |
| 115               | Gonzalo Serrano (ESP)   | AB                |
| 116               | Lluís Mas (ESP)         | 18e               |
| 117               | Mathias Norsgaard (DEN) | 46e               |

| BikeExchange-Jayco BEX | BikeExchange-Jayco BEX    | BikeExchange-Jayco BEX |
| ---------------------- | ------------------------- | ---------------------- |
| Num                    | Coureur                   | Pos                    |
| 121                    | Dylan Groenewegen (NED)   | 2e                     |
| 122                    | Luke Durbridge (AUS)      | 142e                   |
| 123                    | Alexander Edmondson (AUS) | 98e                    |
| 124                    | Alexander Konychev (ITA)  | 118e                   |
| 125                    | Luka Mezgec (SLO)         | 90e                    |
| 126                    | Kelland O'Brien (AUS)     | 115e                   |
| 127                    | Campbell Stewart (NZL)    | 54e                    |

| Team DSM DSM | Team DSM DSM            | Team DSM DSM |
| ------------ | ----------------------- | ------------ |
| Num          | Coureur                 | Pos          |
| 131          | Cees Bol (NED)          | 135e         |
| 132          | Alberto Dainese (ITA)   | 87e          |
| 133          | Leon Heinschke (GER)    | 114e         |
| 134          | Florian Stork (GER)     | 144e         |
| 135          | Niklas Märkl (GER)      | 34e          |
| 136          | Joris Nieuwenhuis (NED) | 77e          |
| 137          | Sam Welsford (AUS)      | 35e          |

| Trek-Segafredo TFS | Trek-Segafredo TFS   | Trek-Segafredo TFS |
| ------------------ | -------------------- | ------------------ |
| Num                | Coureur              | Pos                |
| 141                | Jasper Stuyven (BEL) | 9e                 |
| 142                | Jakob Egholm (DEN)   | 138e               |
| 143                | Daan Hoole (NED)     | 151e               |
| 144                | Alex Kirsch (LUX)    | 83e                |
| 145                | Jon Aberasturi (ESP) | 121e               |
| 146                | Edward Theuns (BEL)  | 92e                |
| 147                | Otto Vergaerde (BEL) | 93e                |

| UAE Team Emirates UAD | UAE Team Emirates UAD      | UAE Team Emirates UAD |
| --------------------- | -------------------------- | --------------------- |
| Num                   | Coureur                    | Pos                   |
| 151                   | Pascal Ackermann (GER)     | 149e                  |
| 152                   | Rui Oliveira (POR)         | 71e                   |
| 153                   | Mikkel Bjerg (DEN)         | 28e                   |
| 154                   | Felix Groß (GER)           | 62e                   |
| 155                   | Vegard Stake Laengen (NOR) | 78e                   |
| 156                   | Maximiliano Richeze (ARG)  | 104e                  |
| 157                   | Oliviero Troia (ITA)       | 141e                  |

| Alpecin-Fenix AFC | Alpecin-Fenix AFC         | Alpecin-Fenix AFC |
| ----------------- | ------------------------- | ----------------- |
| Num               | Coureur                   | Pos               |
| 161               | Tim Merlier (BEL)         | 1er               |
| 162               | Michael Gogl (AUT)        | 99e               |
| 163               | Xandro Meurisse (BEL)     | 68e               |
| 164               | Scott Thwaites (GBR)      | 89e               |
| 165               | Jonas Rickaert (BEL)      | 69e               |
| 166               | Maurice Ballerstedt (GER) | 91e               |
| 167               | Julien Vermote (BEL)      | 137e              |

| Arkéa-Samsic ARK | Arkéa-Samsic ARK        | Arkéa-Samsic ARK |
| ---------------- | ----------------------- | ---------------- |
| Num              | Coureur                 | Pos              |
| 171              | Nacer Bouhanni (FRA)    | 3e               |
| 172              | Benjamin Declercq (BEL) | 96e              |
| 173              | Kévin Ledanois (FRA)    | 79e              |
| 174              | Markus Pajur (EST)      | 57e              |
| 175              | Christophe Noppe (BEL)  | 97e              |
| 177              | Amaury Capiot (BEL)     | 59e              |

| B&B Hotels-KTM BBK | B&B Hotels-KTM BBK     | B&B Hotels-KTM BBK |
| ------------------ | ---------------------- | ------------------ |
| Num                | Coureur                | Pos                |
| 181                | Jens Debusschere (BEL) | 95e                |
| 182                | Pierre Barbier (FRA)   | 47e                |
| 183                | Quentin Jauregui (FRA) | 73e                |
| 184                | Cyril Lemoine (FRA)    | 153e               |
| 185                | Julien Morice (FRA)    | NP                 |
| 186                | Luca Mozzato (ITA)     | 23e                |
| 187                | Jordi Warlop (BEL)     | 106e               |

| Bardiani CSF Faizanè BCF | Bardiani CSF Faizanè BCF | Bardiani CSF Faizanè BCF |
| ------------------------ | ------------------------ | ------------------------ |
| Num                      | Coureur                  | Pos                      |
| 191                      | Sacha Modolo (ITA)       | 66e                      |
| 192                      | Filippo Fiorelli (ITA)   | 50e                      |
| 193                      | Enrico Battaglin (ITA)   | 154e                     |
| 194                      | Luca Colnaghi (ITA)      | 122e                     |
| 195                      | Alessandro Tonelli (ITA) | 132e                     |
| 196                      | Enrico Zanoncello (ITA)  | 85e                      |
| 197                      | Samuele Zoccarato (ITA)  | NP                       |

| Bingoal Pauwels Sauces WB BWB | Bingoal Pauwels Sauces WB BWB | Bingoal Pauwels Sauces WB BWB |
| ----------------------------- | ----------------------------- | ----------------------------- |
| Num                           | Coureur                       | Pos                           |
| 201                           | Timothy Dupont (BEL)          | 14e                           |
| 202                           | Dimitri Peyskens (BEL)        | 145e                          |
| 203                           | Stanisław Aniołkowski (POL)   | 11e                           |
| 204                           | Karl Patrick Lauk (EST)       | 100e                          |
| 205                           | Laurenz Rex (BEL)             | 101e                          |
| 206                           | Ludovic Robeet (BEL)          | 136e                          |
| 207                           | Tom Wirtgen (LUX)             | 116e                          |

| Sport Vlaanderen-Baloise SVB | Sport Vlaanderen-Baloise SVB | Sport Vlaanderen-Baloise SVB |
| ---------------------------- | ---------------------------- | ---------------------------- |
| Num                          | Coureur                      | Pos                          |
| 211                          | Tuur Dens (BEL)              | 128e                         |
| 212                          | Milan Fretin (BEL)           | 30e                          |
| 213                          | Jules Hesters (BEL)          | 109e                         |
| 214                          | Arne Marit (BEL)             | 27e                          |
| 215                          | Jens Reynders (BEL)          | 37e                          |
| 216                          | Kenneth Van Rooy (BEL)       | 31e                          |
| 217                          | Sasha Weemaes (BEL)          | 74e                          |

| TotalEnergies TEN | TotalEnergies TEN       | TotalEnergies TEN |
| ----------------- | ----------------------- | ----------------- |
| Num               | Coureur                 | Pos               |
| 221               | Niki Terpstra (NED)     | 119e              |
| 222               | Maciej Bodnar (POL)     | 105e              |
| 223               | Niccolò Bonifazio (ITA) | AB                |
| 224               | Sandy Dujardin (FRA)    | 44e               |
| 225               | Lorrenzo Manzin (FRA)   | 15e               |
| 226               | Dries Van Gestel (BEL)  | 33e               |

| Uno-X Pro Cycling Team UXT | Uno-X Pro Cycling Team UXT   | Uno-X Pro Cycling Team UXT |
| -------------------------- | ---------------------------- | -------------------------- |
| Num                        | Coureur                      | Pos                        |
| 231                        | Kristoffer Halvorsen (NOR)   | 52e                        |
| 232                        | Martin Bugge Urianstad (NOR) | 110e                       |
| 233                        | Lasse Norman Leth (DEN)      | 58e                        |
| 234                        | William Blume Levy (DEN)     | NP                         |
| 235                        | Erik Nordsæter Resell (NOR)  | 56e                        |
| 236                        | Lars Saugstad (NOR)          | 146e                       |
| 237                        | Søren Wærenskjold (NOR)      | 19e                        |

| Bora-Hansgrohe BOH | Bora-Hansgrohe BOH        | Bora-Hansgrohe BOH |
| ------------------ | ------------------------- | ------------------ |
| Num                | Coureur                   | Pos                |
| 1                  | Sam Bennett (IRL)         | 17e                |
| 2                  | Nils Politt (GER)         | 147e               |
| 3                  | Jonas Koch (GER)          | 125e               |
| 4                  | Lukas Pöstlberger (AUT)   | 51e                |
| 5                  | Jordi Meeus (BEL)         | 148e               |
| 6                  | Ryan Mullen (IRL) (route) | 17e                |
| 7                  | Danny van Poppel (NED)    | 22e                |

| Quick-Step Alpha Vinyl QST | Quick-Step Alpha Vinyl QST | Quick-Step Alpha Vinyl QST |
| -------------------------- | -------------------------- | -------------------------- |
| Num                        | Coureur                    | Pos                        |
| 11                         | Mark Cavendish (GBR)       | 26e                        |
| 12                         | Mikkel Honoré (DEN)        | NP                         |
| 13                         | Iljo Keisse (BEL)          | 130e                       |
| 14                         | Michael Mørkøv (DEN)       | 12e                        |
| 15                         | Stijn Steels (BEL)         | 55e                        |
| 16                         | Jannik Steimle (GER)       | 38e                        |
| 17                         | Bert Van Lerberghe (BEL)   | 24e                        |

| Lotto-Soudal LTS | Lotto-Soudal LTS          | Lotto-Soudal LTS |
| ---------------- | ------------------------- | ---------------- |
| Num              | Coureur                   | Pos              |
| 21               | Arnaud De Lie (BEL)       | 8e               |
| 22               | Jasper De Buyst (BEL)     | 131e             |
| 23               | Florian Vermeersch (BEL)  | 88e              |
| 24               | Brent Van Moer (BEL)      | 82e              |
| 25               | Rüdiger Selig (GER)       | 70e              |
| 26               | Sébastien Grignard (BEL)  | 117e             |
| 27               | Michael Schwarzmann (GER) | 152e             |

| Intermarché-Wanty-Gobert Matériaux IWG | Intermarché-Wanty-Gobert Matériaux IWG | Intermarché-Wanty-Gobert Matériaux IWG |
| -------------------------------------- | -------------------------------------- | -------------------------------------- |
| Num                                    | Coureur                                | Pos                                    |
| 31                                     | Aimé De Gendt (BEL)                    | 112e                                   |
| 32                                     | Julius Johansen (DEN)                  | 81e                                    |
| 33                                     | Adrien Petit (FRA)                     | 123e                                   |
| 34                                     | Kévin Van Melsen (BEL)                 | 120e                                   |
| 35                                     | Gerben Thijssen (BEL)                  | 29e                                    |
| 36                                     | Biniam Girmay (ERI)                    | 21e                                    |
| 37                                     | Barnabás Peák (HUN)                    | 143e                                   |

| Astana Qazaqstan Team AST | Astana Qazaqstan Team AST | Astana Qazaqstan Team AST |
| ------------------------- | ------------------------- | ------------------------- |
| Num                       | Coureur                   | Pos                       |
| 41                        | Gianni Moscon (ITA)       | 134e                      |
| 42                        | Michele Gazzoli (ITA)     | 86e                       |
| 43                        | Fabio Felline (ITA)       | 76e                       |
| 44                        | Manuele Boaro (ITA)       | 84e                       |
| 45                        | Davide Martinelli (ITA)   | 43e                       |
| 46                        | Leonardo Basso (ITA)      | 113e                      |
| 47                        | Artyom Zakharov (KAZ)     | 65e                       |

| Bahrain Victorious TBV | Bahrain Victorious TBV  | Bahrain Victorious TBV |
| ---------------------- | ----------------------- | ---------------------- |
| Num                    | Coureur                 | Pos                    |
| 51                     | Heinrich Haussler (AUS) | 10e                    |
| 52                     | Yukiya Arashiro (JPN)   | 103e                   |
| 53                     | Filip Maciejuk (POL)    | 64e                    |
| 54                     | Jonathan Milan (ITA)    | 39e                    |
| 55                     | Kamil Gradek (POL)      | 133e                   |
| 56                     | Jasha Sütterlin (GER)   | AB                     |
| 57                     | Fred Wright (GBR)       | 102e                   |

| Cofidis COF | Cofidis COF             | Cofidis COF |
| ----------- | ----------------------- | ----------- |
| Num         | Coureur                 | Pos         |
| 61          | Simone Consonni (ITA)   | 7e          |
| 62          | Tom Bohli (SUI)         | 80e         |
| 63          | Jelle Wallays (BEL)     | AB          |
| 64          | Szymon Sajnok (POL)     | NP          |
| 65          | Wesley Kreder (NED)     | 67e         |
| 66          | Kenneth Vanbilsen (BEL) | 124e        |
| 67          | Max Walscheid (GER)     | 4e          |

| EF Education-EasyPost EFE | EF Education-EasyPost EFE | EF Education-EasyPost EFE |
| ------------------------- | ------------------------- | ------------------------- |
| Num                       | Coureur                   | Pos                       |
| 71                        | Sebastian Langeveld (NED) | 129e                      |
| 72                        | Ben Healy (IRL)           | 126e                      |
| 73                        | Owain Doull (GBR)         | 107e                      |
| 74                        | Łukasz Wiśniowski (POL)   | 140e                      |
| 75                        | Jonas Rutsch (GER)        | 61e                       |
| 76                        | Thomas Scully (NZL)       | 41e                       |
| 77                        | Marijn van den Berg (NED) | 32e                       |

| Groupama-FDJ GFC | Groupama-FDJ GFC       | Groupama-FDJ GFC |
| ---------------- | ---------------------- | ---------------- |
| Num              | Coureur                | Pos              |
| 81               | Arnaud Démare (FRA)    | 6e               |
| 82               | Jacopo Guarnieri (ITA) | 111e             |
| 84               | Clément Davy (FRA)     | 127e             |
| 85               | Miles Scotson (AUS)    | 48e              |
| 86               | Ramon Sinkeldam (NED)  | 45e              |
| 87               | Bram Welten (NED)      | 60e              |

| Israel-Premier Tech IPT | Israel-Premier Tech IPT | Israel-Premier Tech IPT |
| ----------------------- | ----------------------- | ----------------------- |
| Num                     | Coureur                 | Pos                     |
| 91                      | Rudy Barbier (FRA)      | 25e                     |
| 92                      | Jenthe Biermans (BEL)   | 36e                     |
| 93                      | Matthias Brändle (AUT)  | 150e                    |
| 94                      | Taj Jones (AUS)         | 94e                     |
| 95                      | Guy Sagiv (ISR)         | 72e                     |
| 96                      | Itamar Einhorn (ISR)    | 20e                     |
| 97                      | Rick Zabel (GER)        | 16e                     |

| Jumbo-Visma TJV | Jumbo-Visma TJV           | Jumbo-Visma TJV |
| --------------- | ------------------------- | --------------- |
| Num             | Coureur                   | Pos             |
| 101             | Pascal Eenkhoorn (NED)    | 108e            |
| 103             | Olav Kooij (NED)          | 5e              |
| 104             | Timo Roosen (NED) (route) | 53e             |
| 105             | Tosh Van der Sande (BEL)  | 49e             |
| 106             | Jos van Emden (NED)       | 139e            |
| 107             | Tim van Dijke (NED)       | AB              |

| Movistar Team MOV | Movistar Team MOV       | Movistar Team MOV |
| ----------------- | ----------------------- | ----------------- |
| Num               | Coureur                 | Pos               |
| 111               | Johan Jacobs (SUI)      | 75e               |
| 112               | Iñigo Elosegui (ESP)    | 42e               |
| 113               | Imanol Erviti (ESP)     | 63e               |
| 114               | Max Kanter (GER)        | 13e               |
| 115               | Gonzalo Serrano (ESP)   | AB                |
| 116               | Lluís Mas (ESP)         | 18e               |
| 117               | Mathias Norsgaard (DEN) | 46e               |

| BikeExchange-Jayco BEX | BikeExchange-Jayco BEX    | BikeExchange-Jayco BEX |
| ---------------------- | ------------------------- | ---------------------- |
| Num                    | Coureur                   | Pos                    |
| 121                    | Dylan Groenewegen (NED)   | 2e                     |
| 122                    | Luke Durbridge (AUS)      | 142e                   |
| 123                    | Alexander Edmondson (AUS) | 98e                    |
| 124                    | Alexander Konychev (ITA)  | 118e                   |
| 125                    | Luka Mezgec (SLO)         | 90e                    |
| 126                    | Kelland O'Brien (AUS)     | 115e                   |
| 127                    | Campbell Stewart (NZL)    | 54e                    |

| Team DSM DSM | Team DSM DSM            | Team DSM DSM |
| ------------ | ----------------------- | ------------ |
| Num          | Coureur                 | Pos          |
| 131          | Cees Bol (NED)          | 135e         |
| 132          | Alberto Dainese (ITA)   | 87e          |
| 133          | Leon Heinschke (GER)    | 114e         |
| 134          | Florian Stork (GER)     | 144e         |
| 135          | Niklas Märkl (GER)      | 34e          |
| 136          | Joris Nieuwenhuis (NED) | 77e          |
| 137          | Sam Welsford (AUS)      | 35e          |

| Trek-Segafredo TFS | Trek-Segafredo TFS   | Trek-Segafredo TFS |
| ------------------ | -------------------- | ------------------ |
| Num                | Coureur              | Pos                |
| 141                | Jasper Stuyven (BEL) | 9e                 |
| 142                | Jakob Egholm (DEN)   | 138e               |
| 143                | Daan Hoole (NED)     | 151e               |
| 144                | Alex Kirsch (LUX)    | 83e                |
| 145                | Jon Aberasturi (ESP) | 121e               |
| 146                | Edward Theuns (BEL)  | 92e                |
| 147                | Otto Vergaerde (BEL) | 93e                |

| UAE Team Emirates UAD | UAE Team Emirates UAD      | UAE Team Emirates UAD |
| --------------------- | -------------------------- | --------------------- |
| Num                   | Coureur                    | Pos                   |
| 151                   | Pascal Ackermann (GER)     | 149e                  |
| 152                   | Rui Oliveira (POR)         | 71e                   |
| 153                   | Mikkel Bjerg (DEN)         | 28e                   |
| 154                   | Felix Groß (GER)           | 62e                   |
| 155                   | Vegard Stake Laengen (NOR) | 78e                   |
| 156                   | Maximiliano Richeze (ARG)  | 104e                  |
| 157                   | Oliviero Troia (ITA)       | 141e                  |

| Alpecin-Fenix AFC | Alpecin-Fenix AFC         | Alpecin-Fenix AFC |
| ----------------- | ------------------------- | ----------------- |
| Num               | Coureur                   | Pos               |
| 161               | Tim Merlier (BEL)         | 1er               |
| 162               | Michael Gogl (AUT)        | 99e               |
| 163               | Xandro Meurisse (BEL)     | 68e               |
| 164               | Scott Thwaites (GBR)      | 89e               |
| 165               | Jonas Rickaert (BEL)      | 69e               |
| 166               | Maurice Ballerstedt (GER) | 91e               |
| 167               | Julien Vermote (BEL)      | 137e              |

| Arkéa-Samsic ARK | Arkéa-Samsic ARK        | Arkéa-Samsic ARK |
| ---------------- | ----------------------- | ---------------- |
| Num              | Coureur                 | Pos              |
| 171              | Nacer Bouhanni (FRA)    | 3e               |
| 172              | Benjamin Declercq (BEL) | 96e              |
| 173              | Kévin Ledanois (FRA)    | 79e              |
| 174              | Markus Pajur (EST)      | 57e              |
| 175              | Christophe Noppe (BEL)  | 97e              |
| 177              | Amaury Capiot (BEL)     | 59e              |

| B&B Hotels-KTM BBK | B&B Hotels-KTM BBK     | B&B Hotels-KTM BBK |
| ------------------ | ---------------------- | ------------------ |
| Num                | Coureur                | Pos                |
| 181                | Jens Debusschere (BEL) | 95e                |
| 182                | Pierre Barbier (FRA)   | 47e                |
| 183                | Quentin Jauregui (FRA) | 73e                |
| 184                | Cyril Lemoine (FRA)    | 153e               |
| 185                | Julien Morice (FRA)    | NP                 |
| 186                | Luca Mozzato (ITA)     | 23e                |
| 187                | Jordi Warlop (BEL)     | 106e               |

| Bardiani CSF Faizanè BCF | Bardiani CSF Faizanè BCF | Bardiani CSF Faizanè BCF |
| ------------------------ | ------------------------ | ------------------------ |
| Num                      | Coureur                  | Pos                      |
| 191                      | Sacha Modolo (ITA)       | 66e                      |
| 192                      | Filippo Fiorelli (ITA)   | 50e                      |
| 193                      | Enrico Battaglin (ITA)   | 154e                     |
| 194                      | Luca Colnaghi (ITA)      | 122e                     |
| 195                      | Alessandro Tonelli (ITA) | 132e                     |
| 196                      | Enrico Zanoncello (ITA)  | 85e                      |
| 197                      | Samuele Zoccarato (ITA)  | NP                       |

| Bingoal Pauwels Sauces WB BWB | Bingoal Pauwels Sauces WB BWB | Bingoal Pauwels Sauces WB BWB |
| ----------------------------- | ----------------------------- | ----------------------------- |
| Num                           | Coureur                       | Pos                           |
| 201                           | Timothy Dupont (BEL)          | 14e                           |
| 202                           | Dimitri Peyskens (BEL)        | 145e                          |
| 203                           | Stanisław Aniołkowski (POL)   | 11e                           |
| 204                           | Karl Patrick Lauk (EST)       | 100e                          |
| 205                           | Laurenz Rex (BEL)             | 101e                          |
| 206                           | Ludovic Robeet (BEL)          | 136e                          |
| 207                           | Tom Wirtgen (LUX)             | 116e                          |

| Sport Vlaanderen-Baloise SVB | Sport Vlaanderen-Baloise SVB | Sport Vlaanderen-Baloise SVB |
| ---------------------------- | ---------------------------- | ---------------------------- |
| Num                          | Coureur                      | Pos                          |
| 211                          | Tuur Dens (BEL)              | 128e                         |
| 212                          | Milan Fretin (BEL)           | 30e                          |
| 213                          | Jules Hesters (BEL)          | 109e                         |
| 214                          | Arne Marit (BEL)             | 27e                          |
| 215                          | Jens Reynders (BEL)          | 37e                          |
| 216                          | Kenneth Van Rooy (BEL)       | 31e                          |
| 217                          | Sasha Weemaes (BEL)          | 74e                          |

| TotalEnergies TEN | TotalEnergies TEN       | TotalEnergies TEN |
| ----------------- | ----------------------- | ----------------- |
| Num               | Coureur                 | Pos               |
| 221               | Niki Terpstra (NED)     | 119e              |
| 222               | Maciej Bodnar (POL)     | 105e              |
| 223               | Niccolò Bonifazio (ITA) | AB                |
| 224               | Sandy Dujardin (FRA)    | 44e               |
| 225               | Lorrenzo Manzin (FRA)   | 15e               |
| 226               | Dries Van Gestel (BEL)  | 33e               |

| Uno-X Pro Cycling Team UXT | Uno-X Pro Cycling Team UXT   | Uno-X Pro Cycling Team UXT |
| -------------------------- | ---------------------------- | -------------------------- |
| Num                        | Coureur                      | Pos                        |
| 231                        | Kristoffer Halvorsen (NOR)   | 52e                        |
| 232                        | Martin Bugge Urianstad (NOR) | 110e                       |
| 233                        | Lasse Norman Leth (DEN)      | 58e                        |
| 234                        | William Blume Levy (DEN)     | NP                         |
| 235                        | Erik Nordsæter Resell (NOR)  | 56e                        |
| 236                        | Lars Saugstad (NOR)          | 146e                       |
| 237                        | Søren Wærenskjold (NOR)      | 19e                        |